# Abrão Saldanha

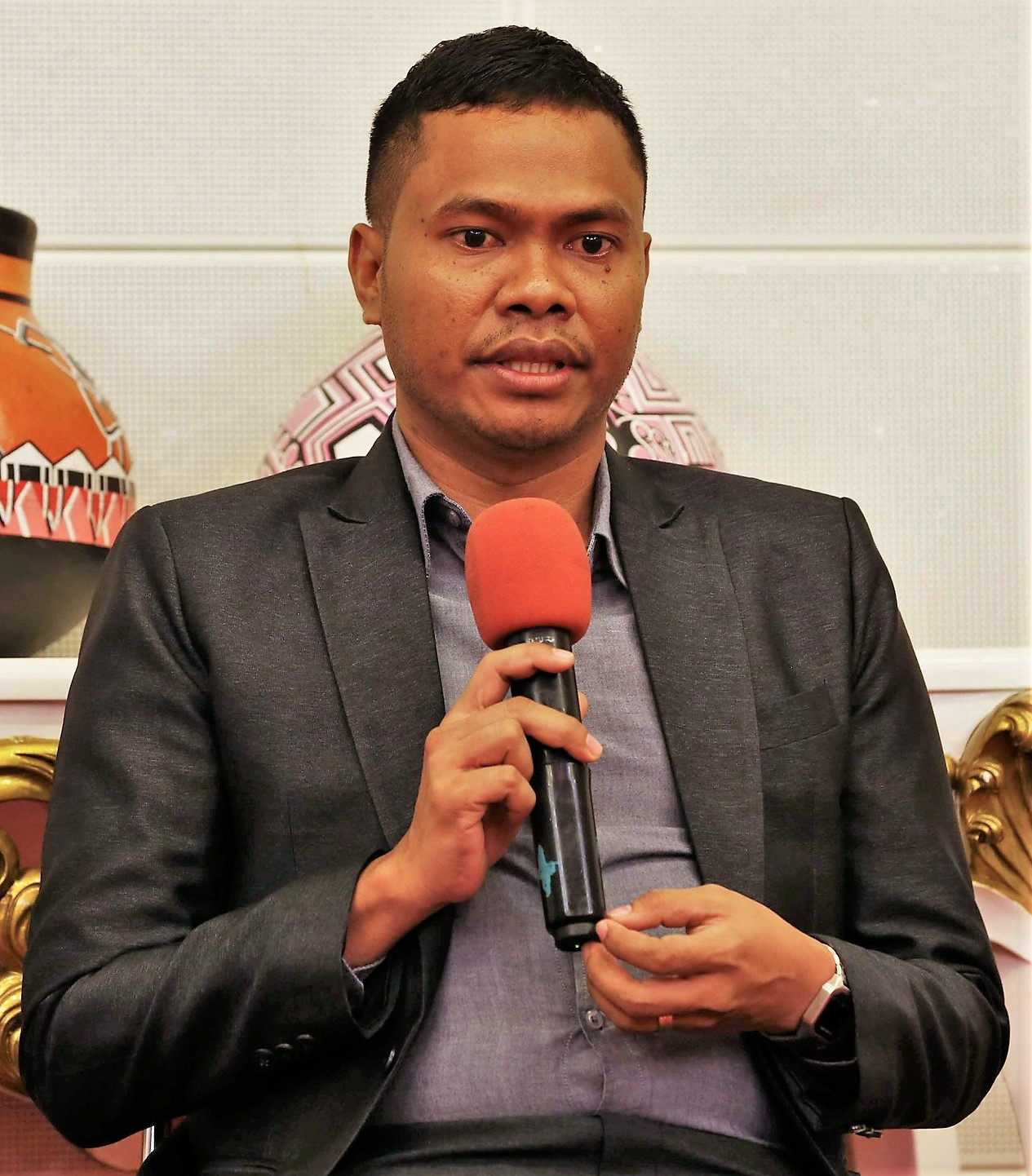
Abrão Saldanha (2022)

Abrão Saldanha, Kampfname Nokosiku,  ist ein osttimoresischer Politiker. Er ist Mitglied der FRETILIN.
Saldanha war mehrere Jahre Generalsekretär der FRETILIN-Jugend (Juventude FRETILIN). Bei den Parlamentswahlen in Osttimor 2017 kandidierte Saldanha erfolglos auf Platz 39 der FRETILIN-Liste.
Am 24. Juni 2020 wurde er im Rahmen der Umbildung der VIII. Regierung zum Staatssekretär für Jugend und Sport (SEJD) vereidigt. Das Amt hatte er bis zum Ende der Legislaturperiode am 30. Juni 2023 inne.